# Alocoderus hydrochaeris
Alocoderus hydrochaeris är en skalbaggsart som beskrevs av Fabricius 1798. Alocoderus hydrochaeris ingår i släktet Alocoderus och familjen Aphodiidae. Inga underarter finns listade i Catalogue of Life.